# Bradley Dormeus
Bradley Dormeus (* 17. Juni 1998 in Nassau) ist ein bahamaischer Sprinter, der sich auf den 400-Meter-Lauf spezialisiert hat.

## Sportliche Laufbahn
Erste internationale Erfahrungen sammelte Bradley Dormeus im Jahr 2015, als er bei den CARIFTA Games in Basseterre in 48,37 s den sechsten Platz im 400-Meter-Lauf in der U18-Altersklasse belegte und mit der bahamaischen 4-mal-400-Meter-Staffel in 3:18,12 min die Bronzemedaille gewann. Im Jahr darauf gewann er bei den CARIFTA Games 2016 in St. George’s in 3:12,99 min die Silbermedaille im Staffelbewerb in der U20-Altersklasse und 2017 schied er bei den CARIFTA Games in Willemstad mit 48,73 s in der Vorrunde über 400 Meter aus. 2018 begann er ein Studium an der Oral Roberts University in den Vereinigten Staaten und 2022 startete er mit der Mixed-Staffel bei den Weltmeisterschaften in Eugene und schied dort mit 3:19,73 min im Vorlauf aus.

## Persönliche Bestzeiten
- 200 Meter: 20,71 s (+1,9 m/s), 2. April 2022 in Lubbock
- 400 Meter: 46,20 s, 14. Mai 2022 in Tulsa
  - 400 Meter (Halle): 47,56 s, 14. Januar 2022 in Fayetteville